# Farndon (Nottinghamshire)
Farndon – wieś w Anglii, w hrabstwie Nottinghamshire. Leży 23 km na północny wschód od miasta Nottingham i 180 km na północ od Londynu.